# 얀 미치엘스키
얀 미치엘스키(폴란드어: Jan Mycielski, 1932년 2월 7일~2025년 1월 23일)는 폴란드 계의 수학자이다. 집합론과 그래프 이론에 공헌하였다.

## 생애
1932년 2월 7일에 당시 독일의 일부이며, 1945년 이후 폴란드에 속하게 된 비시니오바(폴란드어: Wiśniowa)에서 태어났다. 1957년에 브로츠와프 대학교에서 스타니스와프 하르트만(폴란드어: Stanisław Hartman) 아래 박사 학위를 수여받았다.
이후 프랑스 국립과학연구센터와 캘리포니아 대학교 버클리, 케이스 웨스턴 리저브 대학교 등에 있다가 1969년에 콜로라도 대학교 볼더의 수학 교수가 되었다.